# Pierre-Georges Arlabosse
Pierre-Georges Arlabosse (1891 – 1950) fou un militar francès que va arribar a general i fou comandant de la Legió d'Honor.
Va néixer el 8 de juliol de 1891. Va estudiar a l'escola Especial Militar de Saint-Cyr, promoció anomenada «des Marie-Louise» (1911-1913). Es va casar el 2 de juliol de 1918 amb Simone Rogier, tres anys més jove que ell. Fou tinent "esquire" (preferent) a l'Escola d'Aplicació de Cavalleria el 1920. Va tenir diverses destinacions i el 24 de juny de 1937 fou ascendit a tinent coronel; el 3 de setembre de 1939 fou nomenat cap d'estat major de la cavalleria; el 14 d'abril de 1940 fou designat general comandant del IV grup de reconeixement i el 10 de maig de 1940 es va crear el grup Arlabosse del que fou el comandant, sent destinat al Líban. El 4 d'abril de 1941, quan va dimitir el president de la república Libanesa Émile Eddé, l'alt comissionat Henri Fernand Dentz el va designar president interí (el seu nom en àrab fou بيار-جورج أرلابوس) fins al nomenament del president Alfred Naqqache al cap de sis dies (9 d'abril de 1941). El 13 de juliol de 1941 va signar un manifest que declarava lleialtat al govern de Vichy de les tropes al Líban (de les que era comandant en cap). Després de la rendició al Líban va acabar passant a la França Lliure i el 20 d'octubre de 1946 fou ascendit a major general. L'11 de juliol de 1947 fou nomenat comandant de la Legió d'Honor. El 1949 fou nomenat general comandant de Cos d'Exèrcit i va rebre el comandament de la III Regió Militar.
Va morir el 8 de febrer de 1950 amb 58 anys.